# Fotboll vid panamerikanska spelen 1979
Fotboll vid panamerikanska spelen 1979 spelades i San Juan, Puerto Rico under perioden 2-14 juli 1979. Nio lag deltog i första gruppspelet, med Brasilien och Mexiko som titelförsvarare, Mexiko som dock inte kvalificerade sig för turneringen. Efter den inledande omgången följde en andra omgång, som i sin tur följdes av en utslagsfas.

## Första gruppspelet

### Grupp A
| Nr | Lag        | S | V | O | F | GM | IM | MS | P |
| -- | ---------- | - | - | - | - | -- | -- | -- | - |
| 1  | Argentina  | 2 | 2 | 0 | 0 | 3  | 0  | +3 | 4 |
| 2  | Costa Rica | 2 | 1 | 0 | 1 | 3  | 2  | +1 | 2 |
| 3  | Bermuda    | 2 | 0 | 0 | 2 | 1  | 5  | −4 | 0 |

|  | 2 juli 1979 | Argentina                   | 2 – 0   | Bermuda | Estadio Sixto Escobar                              |                                                    |
|  |             | Víctor Sosa 12′, 20′ (str.) | (2 – 0) |         | San Juan Domare: Marco Antonio Gracias (Guatemala) | San Juan Domare: Marco Antonio Gracias (Guatemala) |
|  |             |                             |         |         | San Juan Domare: Marco Antonio Gracias (Guatemala) | San Juan Domare: Marco Antonio Gracias (Guatemala) |
|  |             |                             |         |         | San Juan Domare: Marco Antonio Gracias (Guatemala) | San Juan Domare: Marco Antonio Gracias (Guatemala) |

|  | 4 juli 1979 | Costa Rica                                  | 3 – 1   | Bermuda           | Estadio Sixto Escobar                  |                                        |
|  |             | Carlos Solano 3′ José Manuel Rojas 55′, 87′ | (1 – 0) | 66′ Stephan Riley | San Juan Domare: Gastón Castro (Chile) | San Juan Domare: Gastón Castro (Chile) |
|  |             |                                             |         |                   | San Juan Domare: Gastón Castro (Chile) | San Juan Domare: Gastón Castro (Chile) |
|  |             |                                             |         |                   | San Juan Domare: Gastón Castro (Chile) | San Juan Domare: Gastón Castro (Chile) |

|  | 6 juli 1979 | Costa Rica | 0 – 1   | Argentina          | Estadio Hiram Bithorn                            |                                                  |
|  |             |            | (0 – 1) | 40′ Marcelo Fredes | San Juan Domare: José Roberto Wright (Brasilien) | San Juan Domare: José Roberto Wright (Brasilien) |
|  |             |            |         |                    | San Juan Domare: José Roberto Wright (Brasilien) | San Juan Domare: José Roberto Wright (Brasilien) |
|  |             |            |         |                    | San Juan Domare: José Roberto Wright (Brasilien) | San Juan Domare: José Roberto Wright (Brasilien) |

### Grupp B
| Nr | Lag       | S | V | O | F | GM | IM | MS | P |
| -- | --------- | - | - | - | - | -- | -- | -- | - |
| 1  | Brasilien | 2 | 2 | 0 | 0 | 3  | 0  | +3 | 4 |
| 2  | Kuba      | 2 | 0 | 1 | 1 | 2  | 3  | −1 | 1 |
| 3  | Guatemala | 2 | 0 | 1 | 1 | 2  | 4  | −2 | 1 |

|  | 2 juli 1979 | Brasilien                      | 2 – 0   | Guatemala | Estadio Sixto Escobar                             |                                                   |
|  |             | Luis Carlos Silva 14′ Mica 71′ | (1 – 0) |           | San Juan Domare: Constantinos Soupliotis (Kanada) | San Juan Domare: Constantinos Soupliotis (Kanada) |
|  |             |                                |         |           | San Juan Domare: Constantinos Soupliotis (Kanada) | San Juan Domare: Constantinos Soupliotis (Kanada) |
|  |             |                                |         |           | San Juan Domare: Constantinos Soupliotis (Kanada) | San Juan Domare: Constantinos Soupliotis (Kanada) |

|  | 4 juli 1979 | Kuba                                  | 2 – 2   | Guatemala                                 | Estadio Hiram Bithorn                        |                                              |
|  |             | Andrés Roldán 47′ Roberto Pereira 81′ | (0 – 1) | 8′ Adán Paniagua 87′ (str.) Jorge Escobar | San Juan Domare: Carlos Espósito (Argentina) | San Juan Domare: Carlos Espósito (Argentina) |
|  |             |                                       |         |                                           | San Juan Domare: Carlos Espósito (Argentina) | San Juan Domare: Carlos Espósito (Argentina) |
|  |             |                                       |         |                                           | San Juan Domare: Carlos Espósito (Argentina) | San Juan Domare: Carlos Espósito (Argentina) |

|  | 6 juli 1979 | Kuba | 0 – 1   | Brasilien     | Estadio Sixto Escobar                        |                                              |
|  |             |      | (0 – 0) | 69′ Cristóvão | San Juan Domare: Carlos Espósito (Argentina) | San Juan Domare: Carlos Espósito (Argentina) |
|  |             |      |         |               | San Juan Domare: Carlos Espósito (Argentina) | San Juan Domare: Carlos Espósito (Argentina) |
|  |             |      |         |               | San Juan Domare: Carlos Espósito (Argentina) | San Juan Domare: Carlos Espósito (Argentina) |

### Grupp C
| Nr | Lag                     | S | V | O | F | GM | IM | MS | P |
| -- | ----------------------- | - | - | - | - | -- | -- | -- | - |
| 1  | USA                     | 2 | 2 | 0 | 0 | 9  | 1  | +8 | 4 |
| 2  | Puerto Rico             | 2 | 1 | 0 | 1 | 2  | 3  | −1 | 2 |
| 3  | Dominikanska republiken | 2 | 0 | 0 | 2 | 0  | 7  | −7 | 0 |

|  | 2 juli 1979 | USA                                                     | 6 – 0   | Dominikanska republiken | Estadio Sixto Escobar                     |                                           |
|  |             | Don Ebert 8′, 29′, 49′, 60′ Perry van der Beck 75′, 78′ | (2 – 0) |                         | San Juan Domare: Ernest Towsent (Bermuda) | San Juan Domare: Ernest Towsent (Bermuda) |
|  |             |                                                         |         |                         | San Juan Domare: Ernest Towsent (Bermuda) | San Juan Domare: Ernest Towsent (Bermuda) |
|  |             |                                                         |         |                         | San Juan Domare: Ernest Towsent (Bermuda) | San Juan Domare: Ernest Towsent (Bermuda) |

|  | 4 juli 1979 | Puerto Rico  | 1 – 0 | Dominikanska republiken |          |          |
|  |             | Mayo Sánchez |       |                         | San Juan | San Juan |
|  |             |              |       |                         | San Juan | San Juan |
|  |             |              |       |                         | San Juan | San Juan |

|  | 6 juli 1979 | USA                                   | 3 – 1 | Puerto Rico         | Estadio Sixto Escobar |          |
|  |             | John Hayne James Stamatis Joe Morrone |       | Luis Alberto Correa | San Juan              | San Juan |
|  |             |                                       |       |                     | San Juan              | San Juan |
|  |             |                                       |       |                     | San Juan              | San Juan |

## Andra gruppspelet

### Grupp A
| Nr | Lag         | S | V | O | F | GM | IM | MS | P |
| -- | ----------- | - | - | - | - | -- | -- | -- | - |
| 1  | Brasilien   | 2 | 2 | 0 | 0 | 8  | 1  | +7 | 4 |
| 2  | Costa Rica  | 2 | 1 | 0 | 1 | 5  | 3  | +2 | 2 |
| 3  | Puerto Rico | 2 | 0 | 0 | 2 | 0  | 9  | −9 | 0 |

|  | 8 juli 1979 | Costa Rica                   | 1 – 3   | Brasilien                         | Estadio Country Club                      |                                           |
|  |             | José Manuel Rojas 48′ (str.) | (0 – 3) | 35′ Silvinho 40′ Edson 44′ Jerson | San Juan Domare: Ernest Towsent (Bermuda) | San Juan Domare: Ernest Towsent (Bermuda) |
|  |             |                              |         |                                   | San Juan Domare: Ernest Towsent (Bermuda) | San Juan Domare: Ernest Towsent (Bermuda) |
|  |             |                              |         |                                   | San Juan Domare: Ernest Towsent (Bermuda) | San Juan Domare: Ernest Towsent (Bermuda) |

|  | 10 juli 1979 | Puerto Rico | 0 – 5   | Brasilien                                                             | Estadio Country Club                   |                                        |
|  |              |             | (0 – 3) | 5′, 60′ Luis Carlos Silva 21′ Mica 40′ Cleo Inacio Hickman 65′ Jerson | San Juan Domare: Gastón Castro (Chile) | San Juan Domare: Gastón Castro (Chile) |
|  |              |             |         |                                                                       | San Juan Domare: Gastón Castro (Chile) | San Juan Domare: Gastón Castro (Chile) |
|  |              |             |         |                                                                       | San Juan Domare: Gastón Castro (Chile) | San Juan Domare: Gastón Castro (Chile) |

|  | 12 juli 1979 | Costa Rica                                                                       | 4 – 0   | Puerto Rico | Estadio Hiram Bithorn                  |                                        |
|  |              | Jorge Ulate 30′ Gerardo Solano 44′ Rafael Ángel Camacho 56′ Herberth Quesada 57′ | (2 – 0) |             | San Juan Domare: Gastón Castro (Chile) | San Juan Domare: Gastón Castro (Chile) |
|  |              |                                                                                  |         |             | San Juan Domare: Gastón Castro (Chile) | San Juan Domare: Gastón Castro (Chile) |
|  |              |                                                                                  |         |             | San Juan Domare: Gastón Castro (Chile) | San Juan Domare: Gastón Castro (Chile) |

### Grupp B
| Nr | Lag       | S | V | O | F | GM | IM | MS | P |
| -- | --------- | - | - | - | - | -- | -- | -- | - |
| 1  | Kuba      | 2 | 1 | 1 | 0 | 5  | 0  | +5 | 3 |
| 2  | Argentina | 2 | 1 | 1 | 0 | 4  | 0  | +4 | 3 |
| 3  | USA       | 2 | 0 | 0 | 2 | 0  | 9  | −9 | 0 |

|  | 8 juli 1979 | Kuba | 0 – 0 | Argentina | Estadio Hiram Bithorn                             |  |
|  |             |      |       |           | San Juan Domare: José Montane Bosch (Puerto Rico) |  |
|  |             |      |       |           |                                                   |  |
|  |             |      |       |           |                                                   |  |

|  | 10 juli 1979 | USA | 0 – 4   | Argentina                                                   | Estadio Country Club |          |
|  |              |     | (0 – 4) | 17′, 28′ Ángel Bocanelli 36′ Víctor Sosa 38′ Enrique Veloso | San Juan             | San Juan |
|  |              |     |         |                                                             | San Juan             | San Juan |
|  |              |     |         |                                                             | San Juan             | San Juan |

|  | 12 juli 1979 | Kuba                                                            | 5 – 0   | USA | Estadio Hiram Bithorn                              |                                                    |
|  |              | Regino Delgado 20′ Roberto Pereira 60′, 85′, 90′ Jorge Maya 75′ | (1 – 0) |     | San Juan Domare: Marco Antonio Gracias (Guatemala) | San Juan Domare: Marco Antonio Gracias (Guatemala) |
|  |              |                                                                 |         |     | San Juan Domare: Marco Antonio Gracias (Guatemala) | San Juan Domare: Marco Antonio Gracias (Guatemala) |
|  |              |                                                                 |         |     | San Juan Domare: Marco Antonio Gracias (Guatemala) | San Juan Domare: Marco Antonio Gracias (Guatemala) |

## Slutspel

### Match om femteplats
|                           | 14 juli 1979              | Puerto Rico | W/O | USA | Estadio Sixto Escobar |          |
| USA drog sig ur tävlingen | USA drog sig ur tävlingen |             |     |     | San Juan              | San Juan |
| USA drog sig ur tävlingen | USA drog sig ur tävlingen |             |     |     | San Juan              | San Juan |
| USA drog sig ur tävlingen | USA drog sig ur tävlingen |             |     |     | San Juan              | San Juan |

### Bronsmatch
|  | 14 juli 1979 | Costa Rica | 0 – 2   | Argentina                                          | Estadio Sixto Escobar                             |                                                   |
|  |              |            | (0 – 1) | 41′ Salvador Mastrosimone 59′ (sjm.) Nelson Bastos | San Juan Domare: Constantinos Soupliotis (Kanada) | San Juan Domare: Constantinos Soupliotis (Kanada) |
|  |              |            |         |                                                    | San Juan Domare: Constantinos Soupliotis (Kanada) | San Juan Domare: Constantinos Soupliotis (Kanada) |
|  |              |            |         |                                                    | San Juan Domare: Constantinos Soupliotis (Kanada) | San Juan Domare: Constantinos Soupliotis (Kanada) |

### Final
|  | 14 juli 1979 | Kuba | 0 – 3   | Brasilien                                            | Estadio Sixto Escobar                  |                                        |
|  |              |      | (0 – 2) | 3′ Luis Carlos Silva 38′ Wagner Basilio 80′ Gilcimar | San Juan Domare: Gastón Castro (Chile) | San Juan Domare: Gastón Castro (Chile) |
|  |              |      |         |                                                      | San Juan Domare: Gastón Castro (Chile) | San Juan Domare: Gastón Castro (Chile) |
|  |              |      |         |                                                      | San Juan Domare: Gastón Castro (Chile) | San Juan Domare: Gastón Castro (Chile) |